# Occhi blu (film 1989)
Occhi blu (Blauäugig) è un film del 1989 diretto da Reinhard Hauff. La pellicola è stata presentata in concorso alla 46ª Mostra internazionale d'arte cinematografica di Venezia nel 1989.